# Mongala (province)
Pour les articles homonymes, voir Mongala.
La province de la Mongala est une province forestière du nord de la république démocratique du Congo. Elle est issue du démembrement de la province historique de l'Équateur en 2015. Son chef-lieu est Lisala.

## Histoire

### Origine du nom Mongala
Mongala est, à l’origine, un nom commun qui signifie rivière, mais qui est devenu un nom propre à la province. Henry Morton Stanley avait vu la rivière mongala le 18 février 1877. Dans un tableau annexé à son livre à travers le continent mystérieux, il évoquait la contrée Manngala et la rivière Banngala qui déversait dans le «Livingstone » (le fleuve Congo) sur la rive droite.
Depuis le début de l’époque coloniale, la province de la Mongala faisait partie du district du Congo-Ubangi. En 1955, lorsque le district du Congo-Ubangi fut divisé en deux parties, il y a eu création de deux districts; dont le district d’Ubangi et de la Mongala.

### Naissance de la province
En application de la décentralisation instaurée par la Constitution du 18 février 2006, créa vingt-cinq provinces plus Kinshasa dotées de la personnalité juridique et jouissant de la libre administration ainsi que de l’autonomie de gestion de leurs ressources économiques, humaines, financières et techniques; la Mongala est détachée de l'ancienne province de l'Équateur. Le district de la Mongala est effectivement érigé en tant que nouvelle province à partir de juillet 2015.

## Géographie
Située au centre de la partie septentrionale du pays, la province est limitrophe de 6 provinces rd-congolaises.
| Sud-Ubangi | Nord-Ubangi | Bas-Uele |
| Équateur   | Mongala     | Tshopo   |
|            | Tshuapa     |          |

Plus des deux tiers de la province sont couverts de forêt dense-humide ou sur sol hydromorphe.

### Climat
La province de la Mongala est caractérisée par une saison sèche de 1 mois, à l'exception du territoire de Bumba qui possède 2 saisons sèches.
La température est de 20,7 °C minimum et 30,7 °C maximum, avec une moyenne journalière de 25,7 °C. L'humidité relative est de 87 %.
Le nombre de jours de pluie est aux alentours de 114 jours par an, et les précipitations sont à 1 800 mm/an et 150 mm/mois.

Province de la Mongala

### Cours d'eau
La province est traversée par le fleuve Congo et composée des territoires de Bongandanga au Sud et de Bumba et de Lisala au Nord.
La province s'étend sur plusieurs bassins de grands affluents au fleuve, notamment le bassin de la Mongala au Nord, avec la Dua et la Motima ; le bassin de la Lopori avec la Bolombo.
Le régime hydrographique du fleuve Congo varie au cours de l'année, avec des basses eaux de février à août, des moyennes eaux en janvier et septembre, et de hautes eaux d'octobre à décembre.

## Administration
La province est constituée de la ville de Lisala et de 3 territoires : 
| CD44 | Province de Mongala       | Province de Mongala | Province de Mongala | Province de Mongala |
| Code | Subdivision               | Chef-lieu           | Superficie (km²)    | Population          |
| ---- | ------------------------- | ------------------- | ------------------- | ------------------- |
| 4402 | Ville de Lisala           | Lisala              |                     | 77 548              |
| 4402 | Territoire de Lisala      | Binga               | 18 417              | 848 033             |
| 4405 | Territoire de Bongandanga | Bongandanga         | 33 912              | 1 114 350           |
| 4404 | Territoire de Bumba       | Bumba               | 15 598              | 1 298 773           |

## Démographie
La population est estimée à 3 338 704 habitants et la densité de population de la Province de la Mongala est de 57 habitants par km². La population de la province de la Mongala est principalement formée par des tribus du groupe Bangala : les Budja, Ngombe, Poto, Doko, Mondunga, Pakabete, Benzale, Bozoki, etc.

## Environnement
dans la Ville Province de la Mongala, la température est de 20,7 °C minimum et 30,7 °C maximum, avec une moyenne journalière de 25,7 °C. L'humidité relative est de 87 % Mongala (province).
La Province de la Mongala couvre 2,5% du territoire national de la République démocratique du Congo (RDC). Plus de deux tiers y sont couverts de forêt. La déforestation y est cependant préoccupante : les pertes de couvert forestier augmentent de manière très importante depuis 2013, et sont passées à 114 000 hectares (ha) perdus en 2017 – dues à une pression démographique croissante, une faible gestion de terres et de l’aménagement du territoire, de difficultés à mettre en œuvre les règles foncières et de l’expansion de l’agriculture itinérante sur brûlis .